# Positive Operator Valued Probability Measure
Positive Operator Valued (Probability) Measure, abgekürzt als POVM, ist eine Beschreibung des quantenmechanischen Messprozesses in der Physik. Mathematisch gesehen ist ein POVM eine Art Wahrscheinlichkeitsmaß, dessen Werte positive Operatoren statt positiver Zahlen sind.

## Definition
Ein POVM auf einem Messraum {\displaystyle (\Omega ,{\mathcal {A}})} ist eine Abbildung
{\displaystyle \mu \colon {\mathcal {A}}\to B({\mathcal {H}})} mit Werten in der Menge der beschränkten linearen Operatoren eines Hilbertraumes {\displaystyle {\mathcal {H}}}, die folgenden drei Bedingungen genügt:
- Für alle {\displaystyle A\in {\mathcal {A}}} gilt {\displaystyle 0\leq \mu (A)\leq \operatorname {id} _{\mathcal {H}}} (hier bezeichnet {\displaystyle \operatorname {id} _{\mathcal {H}}} die identische Abbildung auf dem Hilbertraum). Das heißt, {\displaystyle \mu (A)} ist positiv und daher auch selbstadjungiert.
- {\displaystyle \mu (\Omega )=\operatorname {id} _{\mathcal {H}}}.
- Für jede Folge paarweise disjunkter Mengen {\displaystyle (A_{n}\in {\mathcal {A}})_{n\in \mathbb {N} }} gilt

{\displaystyle \mu {\bigg (}\biguplus _{n=1}^{\infty }A_{n}{\bigg )}=\sum _{n=1}^{\infty }\mu (A_{n}),}
wobei die unendliche Reihe im Sinne der starken Operatortopologie konvergiert.

## Erläuterungen
Die Definition eines POVM steht in Analogie zu den Kolmogorow-Axiomen der Wahrscheinlichkeitstheorie, wobei die Wahrscheinlichkeit durch einen positiven Operator statt durch eine positive reelle Zahl beschrieben wird. POVM verallgemeinern den Begriff des Spektralmaßes, der in der Spektraltheorie selbstadjungierter Operatoren auftritt.

### Verwendung in der Quantenmechanik
In der Quantenmechanik treten POVM zur Beschreibung von allgemeineren Messungen auf. Hier hat man meistens eine diskrete Menge von sogenannten Effekten {\displaystyle {E}_{i}}, die folgendes erfüllen:
- {\displaystyle 0\leq E_{i}\leq I}, hier ist  {\displaystyle I} die Einheitsmatrix. Insbesondere sind die {\displaystyle E_{i}} positiv semidefinit.
- {\displaystyle \sum _{i}E_{i}=I}

Die {\displaystyle E_{i}} beschreiben die verschiedenen Messergebnisse: Wenn das System im Zustand {\displaystyle \rho }
ist, ist die Wahrscheinlichkeit des Messresultats {\displaystyle i}  gegeben durch {\displaystyle p_{i}=\operatorname {Tr} (\rho {E}_{i})}.
Dieser Ansatz ist allgemeiner als der einer Von-Neumann-Messung (sog. projektive Messung), bei einer solchen sind die {\displaystyle E_{i}=|\psi _{i}\rangle \langle \psi _{i}|} Projektoren auf die Eigenvektoren der gemessenen Observablen. Man kann jedoch jedes POVM als eine Von-Neumann-Messung auf einem erweiterten System (Originalsystem + Hilfssystem) auffassen.
Insbesondere für die Quanteninformationstheorie sind POVM bei der Zustandsunterscheidung nichtorthogonaler Zustände oder bei Abhörstrategien in der Quantenkryptographie relevant.